# Pluneret

Pluneret este o comună în departamentul Morbihan, Franța. În 1 ianuarie 2022 avea o populație de 6.257 de locuitori.